# Madame X (1966)
Madame X is een Amerikaanse dramafilm in Technicolor uit 1966 onder regie van David Lowell Rich. De film is gebaseerd op het gelijknamige toneelstuk uit 1908 van Alexandre Bisson.

## Verhaal
Holly Parker is een vrouw van de nederige afkomst die tot iedereens verbazing het hart wint van Clay Anderson, een welvarende aristocraat en politicus. Clay's moeder Estelle kijkt neer op Holly en introduceert haar met enige tegenzin aan de high society van Connecticut. Omdat ze haar niet vertrouwt, zorgt Estelle dat Holly altijd een vol programma heeft, tot grote ergernis van Holly zelf. Clayton is vanwege zijn vele diplomatieke reizen ondertussen vaak afwezig en hoewel ze een trotse moeder is van zijn jonge zoontje, beseft Holly al gauw dat ze niet het leven leidt waar ze gelukkig in is. Ze krijgt een affaire met een bekende playboy, Phil Benton. Wanneer ze per ongeluk een incident veroorzaakt waarbij Phil om het leven komt, is Holly zich ten einde raad. Estelle, zich realiserend dat dit schandaal het einde kan betekenen voor Clay's carrière, biedt haar een uitweg: Estelle zal zorgen voor het verdwijnen van het lijk, mits Holly voor goed uit hun leven verdwijnt. Ze zetten Holly's dood in scène, waarna Holly met een nieuwe identiteit de wereld over reist.
In het buitenland wordt Holly allereerst verzorgd door een rijke man genaamd Christian Torben die smoorverliefd raakt op haar. Ze weet echter dat ze vanwege haar duistere geheimen, hem niet het vredige leven kan bieden dat hij verdient en verlaat hem. Ze reist door naar Mexico, alwaar ze flink naar de fles grijpt. Ze wordt door een alcoholistische oplichter Dan Sullivan onder valse voorwaarden naar de Verenigde Staten gelokt, alwaar hij dreigt om haar identiteit te onthullen aan de familie Anderson. Holly raakt daarop in paniek en schiet hem dood. Ze wordt gearresteerd, maar weigert haar naam te geven aan de politie en tekent een moordbekentenis onder de naam 'mevrouw X'.
Haar inmiddels volwassen zoon wordt als advocaat toegewezen aan de rechtszaak. Ze weigert haar identiteit aan haar zoon te onthullen en smeekt om de doodstraf te krijgen. Tijdens de rechtszaak bouwt ze een hechte band met hem op en laat Clay junior haar weten dat hij haar beschouwt als de moeder die hij nooit heeft gehad. Clay en Estelle wonen de rechtszaak bij maar houden ook hun mond stevig dicht. Kort voor de vonnis vertelt ze hem dat ze hem ook als haar zoon beschouwt en overlijdt.

## Rolverdeling
| Acteur            | Personage               |
| ----------------- | ----------------------- |
| Lana Turner       | Holly Parker            |
| John Forsythe     | Clay Anderson           |
| Ricardo Montalbán | Phil Benton             |
| Burgess Meredith  | Dan Sullivan            |
| Constance Bennett | Estelle                 |
| Keir Dullea       | Clay Anderson jr.       |
| John van Dreelen  | Christian Torben        |
| Virginia Grey     | Mimsy                   |
| Warren Stevens    | Michael Spalding        |
| Carl Benton Reid  | De rechter              |
| Teddy Quinn       | Jonge Clay Anderson jr. |
| Frank Maxwell     | Dr. Evans               |
| Kaaren Verne      | Nurse Riborg            |
| Joe De Santis     | Carter                  |
| Frank Marth       | Det. Combs              |
| Bing Russell      | Politieagent Riley      |

## Productie
Producent Ross Hunter had al tijdenlang voordat deze versie tot stand kwam, de ambitie om het toneelstuk te verfilmen. De filmrechten lagen echter in handen van Metro-Goldwyn-Mayer, waardoor Hunter lange tijd hier niet de optie toe had. In mei 1962 kondigde hij uiteindelijk het project aan; Lana Turner had de rechten gekocht voor Hunter op voorwaarde dat zij de hoofdrol zou spelen. Hunter hoopte dat Douglas Sirk de film zou regisseren, maar David Lowell Rich werd uiteindelijk aangesteld.
De draaiperiode liep naar verluidt stroef vanwege Lana Turners 'diva-gedrag' omwille het spelen van een verouderde, niet-glamoureuze vrouw; Turner noemde het in latere interviews echter een van de rollen uit haar carrière waar ze het meest trots op was.

## Ontvangst
De film werd door de Nederlandse pers omschreven als een tranentrekker en kreeg overwegend positieve reacties. Zo schreef de recensent van Het Parool dat "wie de ogen droog kan houden werkelijk een onmens" is. Criticus van Trouw omschreef de film als een "hartverscheurend melodrama, waar we alleen naar toegaan als we zachtjes willen zitten huilen."
Recensent van De Telegraaf erkende dat de film als tranentrekker effectief is, maar schreef de vertolking van Lana Turner als Holly Parker niet te kunnen waarderen. Criticus van De Tijd was minder positief gestemd en omschreef het als "sentimentele nonsens", maar had bewondering voor de rechtszaakscènes en het acteerspel van Lana Turner.
Ook in de Verenigde Staten kreeg de film overwegend positieve recensies, maar het bracht niet genoeg geld in het laatje en werd een commerciële flop.